# Erika Pykäläinen
Erika Pykäläinen, född 2001, är en en finsk alpin skidåkare som representerar Hyvinkää Slalomseura Sukkula. Hon tävlar främst i slalom och storslalom. Pykäläinen tillhör finska damernas B-landslag. 
Pykäläinen tävlade för första gången i världscupen i alpin skidåkning i oktober 2018 i Sölden, hon kvalificerade sig inte till andra åket. Pykäläinen avbröt sin första världscuptävling i slalom i Levi i november samma år. Under år 2018 tävlade hon i tre lopp utan att nå andra åket. Pykäläinen tävlade i VM 2019 i Åre. I storslalom slutade hon på 38:e plats. 
Pykäläinen tog sin första seger i FIS-loppen i december 2017 och året därpå vann hon fyra FIS-lopp.